# Ford Model B (1932)
Riprendendo la designazione già usata in precedenza, la Ford presentò la nuova Ford Model B nel 1932, quale erede della Ford Model A.

## Il contesto
Veniva resa disponibile in varie configurazioni di carrozzeria: coupé, roadster, berlina, Tudor e phaeton.
La Model B originariamente era dotata di un motore a quattro cilindri, ma in quel periodo la Ford mise in produzione il suo nuovo motore V8 Flathead. La vettura dotata di questo motore fu commercializzata come Model 18, difatti il numero di telaio è  18-xxxxx, ma è più conosciuta come Ford V8.  Negli anni successivi (1933/1934) invece viene prodotta la Ford Model 40, anch’essa equipaggiata dal flathead V8. Questo modello è indistinguibile dalla Model B, nonostante la Ford producesse in questo periodo un solo modello alla volta.
Oggi la Model B degli anni 1930 è un modello molto richiesto dai collezionisti che le restaurano ma è anche una delle vetture più ricercate per essere trasformate in hot rod.

## Deuce Coupe
Con il termine slang di Deuce Coupe, ci si riferisce alla Ford Model B coupe del 1932. Negli anni quaranta la Ford '32 divenne una hot rod ideale. Le trasformazioni principali riguardavano il potenziamento del motore e l'alleggerimento dell'auto.